# 青空アバンティ
青空アバンティ（あおぞらアバンティ）は、伊達唯と小川梨瑠沙からなる日本の漫才コンビ。2015年8月7日にコンビを結成し、2016年5月1日にニュースタッフプロダクションに所属。主に東京都内を拠点として活動していた。2017年12月31日に解散を発表。

## メンバー

### 伊達 唯
ゆいの概略は、「伊達唯」を参照のこと。

### 小川 梨瑠沙
- 人物
  - 1998年6月17日（27歳）生まれ。秋田県秋田市出身。千葉県在住[3]。
  - 身長157cm・靴のサイズ23cm・頭まわり56cm・血液型B型。
  - 千葉聖心高等学校出身[4]。
  - 2人の姉がいる。
  - ツッコミ担当。立ち位置は向かって左。
  - 端整な顔立ちに眼鏡が特徴であるが、舞台上では眼鏡を掛けないことが多い。また、初期の頃はアシメのヘアスタイルを特徴としていたが、2017年以降はアシメの髪型ではない。
  - 眼瞼下垂に罹患していたが、2017年3月に手術で治療をした。
  - 愛称は「りる」。
- 経歴
  - お笑いを始めたきっかけは「高校受験の勉強に追われていたとき、息抜きに動画サイトで漫才を見て楽しそうだと驚いた」から[3]。
  - 高校進学後、同学年の女子を誘い、コンビ「ぼのん」を結成し漫才などの活動を開始。その後、新規メンバーを加え三人組のユニット「さんじのたまご」を結成。さんじのたまごでトリオとして活動するも解散し、コンビ「ぼのん」で活動を再開。ぼのん解散後、青空アバンティを結成しコンビでの活動に至る。
  - 2015年10月から、お笑い養成所であるマセキ芸能社タレントゼミナールに通っていた。
  - 高校卒業後も、高校時代の友人との絆が深く、友人とのグループを「謎とん」と呼んでいる。
  - 高校卒業後は、2017年より船橋情報ビジネス専門学校に通い、情報系の専門課程を学んでいた。
- 趣味・嗜好
  - 趣味は、知育菓子づくり・読書・音楽鑑賞。知育菓子には目がなく、過去にツイキャスで知育菓子を作成する様子を披露した。読書家であり、敬愛する作家は乙一・星新一など。音楽は、主に邦楽ロックを好んで聴いており、[Alexandros]のファンである。また、シンガーソングライターの吉田拓郎が好きで、『人生語らず』を好きな楽曲として挙げている。
  - 他に、シンガーソングライターの杉恵ゆりか・俳優の柾木玲弥のファンである。また、男性アイドルも応援している。さらに、メイドカフェの店員にも惚れ込むなど、幅広い対象に思慕の念を抱いている。
  - 読書や音楽鑑賞に加え、洋画・ドキュメンタリー番組・お笑いを見ること、絵を描くこと、妄想することなどの文化的な趣味を多く持つ。
  - 理想の男性として真田広之や高橋一生を挙げており、さらに「30代で身長175cmくらいで眼鏡が似合っていて免許を持っていて仕事を頑張っていてギターが弾ける人」と付き合いたいという。また、ドラマでの高校教師のような存在にも強い憧れを寄せている。
  - 頑張っている人・優しい人・甘やかしてくれる人が好きで、「いい子だね」と言われたいという。
  - 好きな食べ物はお寿司と肉で、地元の回転ずし店でアルバイトをしている[3]。肉は、焼肉やしゃぶしゃぶを好む。また、夜中に食べるラーメンが好きだという。
  - 好きなお菓子はラムネ・梅のお菓子。好きな果物は梨。
  - 好きなキャラクターはアンパンマンとプーさん [注釈 1]。
  - 他に好きなものとして、ピンク色・スープストックトーキョー・楽しいこと・面白いこと・寝ること・布団・やわらかいもの・ふわふわしたもの・砂時計・傘に当たる雨の音・ブランコ・居酒屋さんごっこ・事務所・先輩・お金・車の助手席・ドライブ・男・噂話などを挙げている。
  - 嫌いなものは、怖い夢・うるさいところ・怒鳴り声・カモミールティー。
- 特技
  - 話を振られた際に、即座に落ち着いたツッコミやアドリブの効いた取り回しをすることを得意としていた。
  - 特技は書道で、6歳から中学2年生までの約８年間習っており、書道十段の資格を取得している。
  - 漢字検定2級・日商簿記3級・全経簿記2級・秘書検定2級・Microsoft Office Specialist Excel 2013を所有している。
  - 本人談、早口言葉が全然言えない。また、スポーツは不得意で、50メートル競走の記録は14秒である。

## 芸風
「伊達唯#芸風」を参照のこと。

## エピソード
- りるさが漫才の相方を探していたところ[注釈 2]、お笑い芸人を目指していたゆいと、Twitterで知り合う[3]。これがコンビ結成のきっかけである。コンビ結成当時のゆいは15歳の高校一年生であり、異例の若さでのステージデビューを果たした[注釈 3]。
- 本人談、コンビ名の由来は特に定まっておらず、エゴサーチしやすい名前にした。女子高校生らしくポップな雰囲気の「青空」という単語と[注釈 4]、自分たちが前に進めるようにという念願から、前進という意味の「アバンティ」という単語を組み合わせて命名した。
- コンビ仲が良く、二人で遊んだり食事をしたりすることも多い。コンビで仲良しなツーショット写真をSNSに投稿している。ゆい曰く、りるさは「色々あったけどなんだかんだ大切な相方」[5]。
- 同事務所所属の先輩芸人との交流を大切にしており、先輩と一緒に食事に行く様子を度々SNSに投稿していた。また、マネージャーとも仲がよい[6]。

## 略歴・受賞歴
以下、青空アバンティとしての略歴・受賞歴を記載。ゆいの個別の略歴・受賞歴は、「伊達唯#略歴・受賞歴」を参照のこと。

### 略歴
- 2015年8月7日、結成。
- 2015年9月5日、初めて舞台に立ち、ネタを披露。以来、東京を拠点に活躍。多い月には10回近く舞台に立つ[3]。
- 2016年5月1日、ニュースタッフプロダクションに所属。
- 2016年5月、インターネット番組「JK Fridaynight ばきゅん！」の2016年度のレギュラーメンバーになる[7]。
- 2016年8月15日、「ハイスクールマンザイ2016」で関東エリアにて準決勝出場[8]。
- 2016年8月27日・28日、愛媛県新居浜市で開催された「高校生笑い日本一決定戦 第6回笑顔甲子園」に出場。
- 2016年11月6日、『朝日新聞』の特集「18歳をあるく」で、全国紙一面に掲載される。
- 2017年3月11日、主演ライブ「青空アバンティと6人の大人」で初めてコント・ダンスネタ・ピンネタを披露[注釈 5]。
- 2017年3月24日、りるさが、『選挙ドットコム』の記事「千葉県知事選が地味すぎてヤバいので18歳女子と選挙事務所に電凸してみた」に掲載され、2017年千葉県知事選挙への関心を取り上げられる[9][注釈 6]。
- 2017年10月9日、同事務所所属のこぐれとともに「たまぴよみーてぃんぐ～玉城ティナ 20th Birthday Event～in東京&大阪」の東京公演に出演[10]。
- 2017年12月31日、解散。

### 賞レース歴
- M-1グランプリ[11]

| 日程       | 日程    | 日程  | 会場                           | 結果 | エントリーナンバー |
| ---------- | ------- | ----- | ------------------------------ | ---- | ------------------ |
| 2016年大会 | 9月3日  | 1回戦 | 新宿シアターモリエール（東京） | 通過 | 734                |
| 2016年大会 | 10月9日 | 2回戦 | 雷5656会館ときわホール（東京） | 敗退 | 734                |
| 2017年大会 | 8月3日  | 1回戦 | ハーモニックホール（東京）     | 敗退 | 549                |

- 女芸人No.1決定戦 THE W

| 日程       | 日程     | 日程  | 会場                             | 結果 | エントリーナンバー |
| ---------- | -------- | ----- | -------------------------------- | ---- | ------------------ |
| 2017年大会 | 10月15日 | 1回戦 | 中目黒キンケロ・シアター（東京） | 敗退 | 202                |

### 解散発表
- 2017年12月31日、ゆいがTwitterにてコンビの解散を発表[2]。「女子高校生芸人」として脚光を浴び始めてから、2年4ヶ月の歴史に幕を閉じた。
- 解散後は、りるさは事務所を離れ芸人を引退し、ゆいは相方を探しながらピンでの活動を存続することを表明[13]。
- 解散当日まで、解散に関しての予告も告知もなく、あまりにも突然の解散報告となり、多くのファンを驚かせた。解散理由については、詳細を明かされておらず、ファンの間で様々な憶測が飛び交ったが、いまだにその真相は不明である。
- コンビとしての最後の舞台は、2017年12月16日の「LIVE NSP Young!Young!Young!第4回」。

## ライブ
以下、青空アバンティとしてのライブ出演を記載。ゆいの個別でのライブ出演は、「伊達唯#ライブ」を参照のこと。

### 主演ライブ
| 日程          | タイトル                  | 会場                     |
| ------------- | ------------------------- | ------------------------ |
| 2017年3月11日 | 青空アバンティと6人の大人 | 下北沢シアターミネルヴァ |

### 事務所ライブ
- LIVE NSP Junior（会場：中野Studio twl）

| 2016年 | 2016年  | 2016年 | 2016年 | 2016年 | 2016年 | 2016年 | 2016年 | 2016年 | 2016年 | 2016年  | 2016年  | 2016年  |
| ------ | ------- | ------ | ------ | ------ | ------ | ------ | ------ | ------ | ------ | ------- | ------- | ------- |
| 日程   |         |        |        |        |        | 6月1日 | 7月6日 | 8月3日 | 9月8日 | 10月5日 | 11月2日 | 12月7日 |
| 順位   |         |        |        |        |        | 14位   | 16位   | 18位   | 21位   | 14位    | 8位     | 7位     |
| 2017年 |         |        |        |        |        |        |        |        |        |         |         |         |
| 日程   | 1月11日 | 2月1日 | 3月1日 | 4月5日 | 5月3日 | 6月7日 |        |        |        | 10月4日 | 11月1日 | 12月6日 |
| 順位   | 3位     | 4位    | 12位   | 6位    | 6位    | 2位    |        |        |        | 13位    | 17位    | 11位    |

- LIVE NSP（会場：下北沢シアターミネルヴァ）
  - 2017年7月6日：15位[30]

### その他
| 日程   | 日程     | タイトル                                                     | 会場                     |
| ------ | -------- | ------------------------------------------------------------ | ------------------------ |
| 2016年 | 9月17日  | 9事務所合同ライブ                                            | 松竹芸能 新宿角座        |
| 2016年 | 12月3日  | 温故知新                                                     | 下北沢シアターミネルヴァ |
| 2016年 | 12月20日 | プライムライブ年末スペシャル～VSニュースタッフプロダクション | 新宿バッシュ             |
| 2017年 | 2月26日  | LIVE NSP Young!Young!Young!                                  | 下北沢シアターミネルヴァ |
| 2017年 | 5月14日  | 大喜る（※りるさのみ）                                        | 下北沢シアターミネルヴァ |
| 2017年 | 6月10日  | LIVE NSP Young!Young!Young!第2回                             | 下北沢シアターミネルヴァ |
| 2017年 | 7月1日   | 温故知新                                                     | 下北沢シアターミネルヴァ |
| 2017年 | 12月16日 | LIVE NSP Young!Young!Young!第4回                             | 下北沢シアターミネルヴァ |

## 番組出演
以下、青空アバンティとしての番組出演を記載。ゆいの個別での番組出演は、「伊達唯#番組出演」を参照のこと。

### テレビ番組

#### バラエティ
- NEWSな2人 （TBSテレビ、2017年4月14日・21日）[34][注釈 9]

### ラジオ番組
- grow up radio （すまいるエフエム、2016年11月26日）

### インターネット番組

#### JK Fridaynight ばきゅん！
（アキバ系BBチャンネル、2016年5月 - 2017年3月、2017年7月31日）
- 2016年度の出演回は、第2回 - 第15回、第17回 - 第40回。
  - ただし、第8回・第11回・第13回・第17回・第26回・第34回・第38回は、ゆいのみ出演。第3回・第25回・第32回は、りるさのみ出演。
- 2017年度第14回は、前説・一部のコーナーのMCとして出演。

#### その他
- 栄喜スーパーベストHIT!（栄喜スーパーチャンネル） - ナレーション（※りるさのみ）